# André Hoffmann (Fußballspieler)
André Hoffmann (* 28. Februar 1993 in Essen) ist ein deutscher Fußballspieler, der zuletzt bei Fortuna Düsseldorf unter Vertrag stand. Seine bevorzugte Position ist die Innenverteidigung, er kann aber auch im defensiven Mittelfeld spielen.

## Karriere

### Vereine

#### Jugend
André Hoffmann fing mit dreieinhalb Jahren beim SuS Haarzopf mit dem Fußballspielen an und wechselte 2000 in die Jugend des SC Phönix Essen.
2002 wechselte er in die Jugendabteilung des MSV Duisburg. 2010 wurde er vom DFB in der Altersklasse U-17 mit der Fritz-Walter-Medaille in Silber als einer der besten Nachwuchsspieler seiner Altersklasse ausgezeichnet.

#### MSV Duisburg

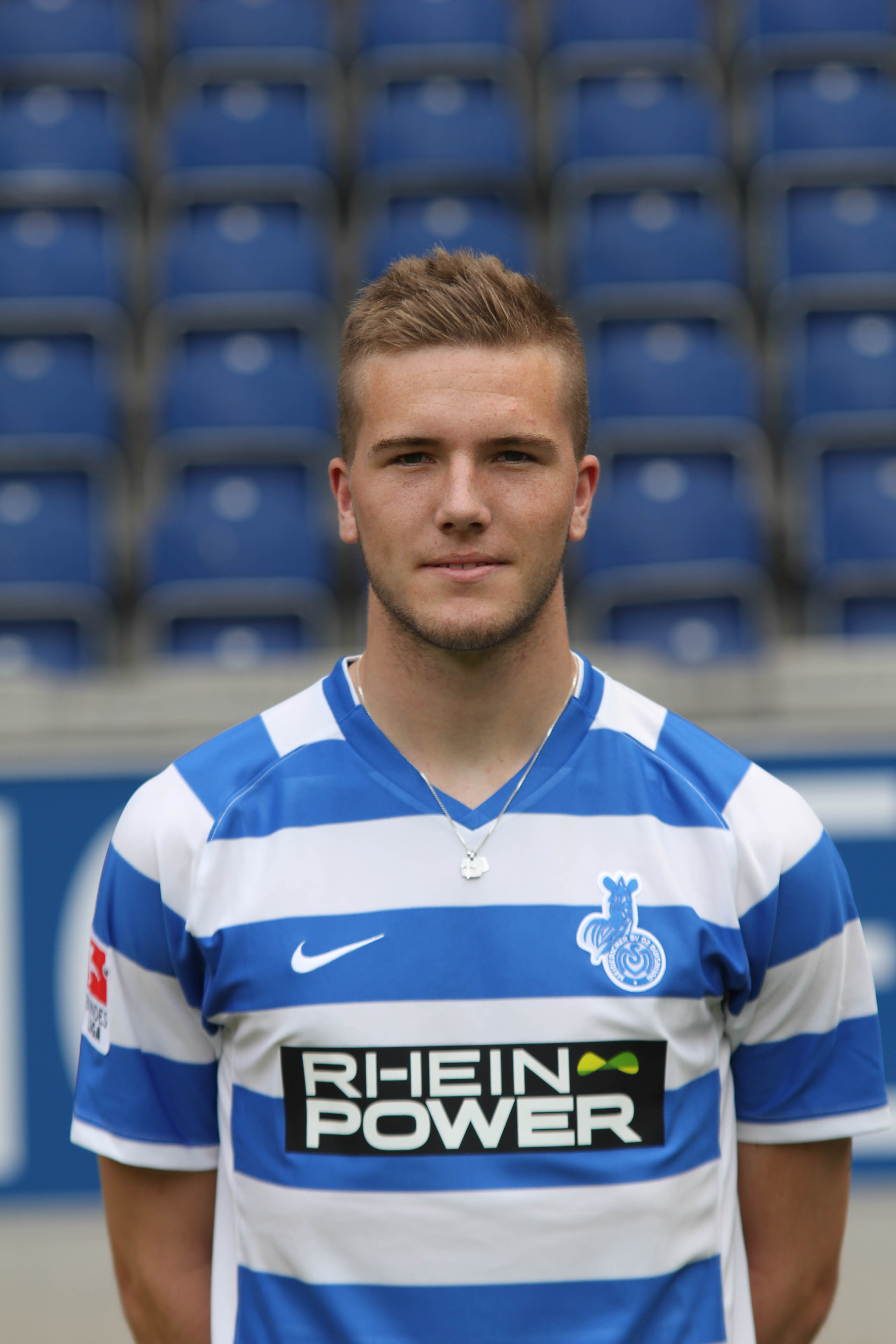
2012 beim MSV Duisburg

Hoffmann wurde zur Saison 2010/11 in den Profikader des MSV Duisburg berufen und mit einem Vertrag bis 2013 ausgestattet. In seinem ersten Jahr blieb er allerdings noch ohne Einsatz für die erste Mannschaft. Sein Profidebüt absolvierte er am 1. Spieltag der Saison 2011/12 gegen den Karlsruher SC, als er in der Startformation im defensiven Mittelfeld begann. Am 14. Spieltag bei Alemannia Aachen gelang ihm sein erstes Tor im Profibereich. 2012 gewann er in der Altersklasse U-19 erneut die Fritz-Walter-Medaille in Silber.

#### Hannover 96
In der Winterpause der Saison 2012/13 wechselte Hoffmann in die Bundesliga zu Hannover 96. Er unterschrieb am 3. Januar 2013 einen Vertrag mit Laufzeit bis zum 30. Juni 2016 und erhielt die Rückennummer 15. Am 20. Mai 2014 gab Hannover 96 bekannt, dass der Vertrag mit André Hoffmann vorzeitig bis Sommer 2018 verlängert worden ist.
Sein erstes Pflichtspiel für seinen neuen Verein bestritt Hoffmann beim Rückrundenstart gegen den FC Schalke 04, als er in der 77. Minute für Sérgio da Silva Pinto eingewechselt wurde. Sein erstes Heimspiel für Hannover bestritt er eine Woche später beim 2:1-Sieg gegen den VfL Wolfsburg. Sein erstes Tor erzielte er zum zwischenzeitlichen 1:5 gegen Bayern München; nach einem Patzer von Manuel Neuer köpfte er den Ball aus kürzester Distanz ein. Einen Spieltag später erzielte er das 2:1 beim 3:2-Auswärtssieg gegen die SpVgg Greuther Fürth.
Im Juni 2014 zog er sich während des Trainings einen Kreuzbandriss zu und fiel über ein Jahr lang aus. Danach spielte er aufgrund seines Trainingsrückstandes vorerst während der Saison 2015/16 für die zweite Mannschaft von Hannover 96, bevor er von Thomas Schaaf wieder für die erste Mannschaft berücksichtigt wurde.

#### Fortuna Düsseldorf
Im Januar 2017 lieh Hannover Hoffmann an den Ligakonkurrenten Fortuna Düsseldorf aus. Der Leihvertrag endete am 30. Juni 2017, am 23. Mai  2017 wurde er für drei Jahre bis 2020 fest verpflichtet. Im August 2019 verlängerte Fortuna den Vertrag vorzeitig bis zum Jahr 2023. Der Vertrag wurde im Mai 2023 um weitere zwei Jahre bis 2025 verlängert. Nach über acht Jahren in Düsseldorf, in denen er 175 Ligaspiele für die Fortuna bestritt und zehn Tore erzielte, verließ Hoffmann den Verein im Sommer 2025.

### Nationalmannschaft
Hoffmann durchlief von der U-16 bis zur U-21 alle deutschen Jugendnationalmannschaften.

## Auszeichnungen
- Fritz-Walter-Medaille in Silber (U17): 2010
- Fritz-Walter-Medaille in Silber (U19): 2012